# 山形県立山形中央高等学校
山形県立山形中央高等学校（やまがたけんりつ やまがたちゅうおうこうとうがっこう、英語: Yamagata Prefectural Yamagata Central High School）は、山形県山形市鉄砲町二丁目にある県立高等学校である。略称は「山中」（やまちゅう）。山形市近辺では「中央」（ちゅうおう）とも呼ばれている。山形県内で唯一普通科とスポーツ科を併せ持つ。

## 設置学科
- 普通科
- スポーツ科

## 沿革
- 1946年（昭和21年） - 山形県山形公民中学校として、歩兵第32連隊の兵営敷地跡、現在の霞城公園内に開校。
- 1950年（昭和25年） - 現校名の山形県立山形中央高等学校となる。
- 1985年（昭和60年） - 山形市松山から現在地に移転。
- 1986年（昭和61年） - べにばな国体に向けて体育科を新設。

## 施設設備
本校舎
口の字型に配置され、北棟、中央棟、南棟、第一、第二体育館らより成る3階建て。正門は南西に位置し、正門以外からの登校も多い。元々は1,2年生は扇風機のみ。今はエアコンも設置されている。3年生の教室には扇風機とクーラーが設置されている。また、校訓の、自主の像、友愛の像、気魄の像がある。
生徒利用設備
温水プール、科学教室、物理教室、地学教室、生物教室、進路情報室、生徒相談室、食堂、ピロティー、アリーナ二つ、柔道場、剣道場、弓道場、コンピューター学習室、学習センター、スタジオ、ブラウジングコーナー、LL教室、合奏室、被服実習室、食物実習室、和室、家庭経営保育実習室、書道教室、美術教室、屋上、コモンホール、僚友会館、探究学習室
主な設備の詳細
- 学習センター（図書室）略称、学セン
中央棟 2階に設置され蔵書は一万をこえ、ビデオ鑑賞や、iPadでインターネットもできる。生徒の協力により、コンピューターでの図書の検索が出来るようになった。その名の通り学習室としても使われ、学習机がたくさんある。また、北東と南棟を結ぶ通路上の両脇に広がる形で学センはあるため、教室移動などの際、学センの中を通らねばならない。
- ブラウジングコーナー
中央棟南側 2階にある。主に2年生の憩いの場として使われている。
（食堂の出張販売は2018年6月にコモンホールに移転）
- コモンホール
中央棟 1階で昇降口を入ってすぐ。コピー機、連絡黒板、ベンチが置かれている。時折業者による教材の販売もされる。3時間目の終了時から4時間目の始まりまで、食堂の出張販売が行われ、各学年の生徒で混雑する。おにぎり80円、ライスボール100円、ポテトとから揚げのカップ入り100円、お弁当300円から400円である。また体育祭ではかき氷やアメリカンドッグが販売される。
- 購買部（2016年３月末に閉店）
コモンホール内にあり、1時間目から4時間目後の昼休み終了時までの、各授業の合間に開店する。パン、飲料水、プリン、消しゴム、ノートが販売されていた。
- 食堂
第二体育館 1階に開かれている。カレー、日替わり定食、ラーメン、うどん、そばなどが出される。どれも大盛りは40円増し。メニューに無い料理もある。現在は、日替わりではなく全ての料理が券売機制になっており、料理を選択できる幅が広がった。

## 部活動
野球部は地元の強豪校であり、選抜高等学校野球大会出場2回（2010年春〈第82回〉・2013年春〈第85回〉　前者は「21世紀枠」、後者は「東北絆枠」といずれも特別出場枠での出場権獲得）、全国高等学校野球選手権大会出場2回（2010年夏〈第92回〉・2014年夏〈第96回〉）で、選抜85回大会に悲願の初勝利を収め、選手権96回大会では同校初の甲子園2勝を挙げベスト16に進出した。夏の県大会決勝進出7回のうち優勝2回、準優勝4回（1993年、2010年、2011年、2013年、2014年、2016年、2017年、2022年）
体育部
バレーボール、ラグビーフットボール、ソフトテニス、陸上競技、野球、卓球、サッカー、バスケットボール、スキー、バドミントン、柔道、弓道、剣道、水泳、スケート、ハンドボール
文化部
吹奏楽、音楽、演劇、書道、美術、文芸、生物、茶道、科学、英語、写真、ボランティア
死亡事故
2012年7月28日、ラグビー部2年生男子部員（当時17歳）が午前中の練習中に熱中症で倒れ病院に搬送、その2日後の30日に死亡。

## 年中行事
- 7月
  - 体育祭がおこなわれ、サッカー・バスケットボール・ソフトボール・バレーボールの内から好きな競技に参加できる。大縄も実施されている。
  - 期末テスト
- 8月
  - 中央祭、いわゆる文化祭が行われ、露店、男・女装コンテスト、カラオケなどをする。

## 著名な出身者
- 加藤条治（スピードスケート・トリノオリンピック代表、バンクーバーオリンピック男子500ｍ銅メダル）
- 一戸誠太郎（スピードスケート・平昌オリンピックチームパシュート代表）
- 森重航（スピードスケート・北京オリンピック男子500m銅メダル）
- ウイリアムソン師円（スピードスケート・ソチオリンピック代表）
- 菅井直樹（元プロサッカー選手）
- 渡部博文（プロサッカー選手）
- 鈴木駿也（元プロ野球選手）
- 横山雄哉（元プロ野球選手）
- 石川直也（プロ野球選手）
- 青木陸（元プロ野球選手）
- 齋藤友貴哉（プロ野球選手）
- 佐藤智輝（元プロ野球選手）
- 村上舜（プロ野球選手）
- 大泉周也（プロ野球選手）
- 武田陸玖（プロ野球選手）
- 瀧澤宏臣（ワールドカップスキー・スキークロス競技 初代総合王者）
- 鈴木沙織（ワールドカップスキー・ハーフパイプ選手）
- 二関ひとみ（バスケットボール選手）
- 山岡俊（ラグビー選手、元日本代表）
- 秋葉俊和（ラグビー選手）
- 田瀬慎之介（元ラグビー選手）
- 横山健一（ラグビー選手、元7人制ラグビー日本代表）
- 横山伸一（ラグビー選手、元セブンス日本代表）
- 吉見一星（歌手、元プロサッカー選手）
- 片桐夏海（柔道家）
- 阿宗高広（元陸上競技選手、第84回箱根駅伝4区区間賞）
- 若草恵（日本の作曲家、編曲家）
- 荒井幸博（パーソナリティー）
- 羽隅将一（NHKアナウンサー）
- 結城晃一郎（TUYアナウンサー）
- 渡部峻（TBSアナウンサー）
- 横山リエ（女優）
- イマイヒヅル（漫画家）
- 金井たつお（漫画家）
- 星野泰視（漫画家）
- 深町秋生（小説家）
- 池上冬樹（文芸評論家）

## 交通
- JR山形駅より徒歩23分
- 山交バス「鉄砲町」バス停より徒歩8分 「六小前」バス停より徒歩2分